# Oda de Champlite
Oda de Champlite (em francês: Eudette de Champlitte) foi uma nobre francesa dos século XIII, filha de Odão II de Champlite, filho de Odão I de Champlite e Sibila, e sua segunda esposa Emeline de Broyes, filha de Hugo III de Broyes e Isabela de Dreux. É mencionada, em 1224, no contrato de divórcio de sua mãe com Erardo II de Chocenay, um matrimônio realizado em 1205, ano seguinte à morte de Odão II. Sabe-se que Oda permaneceu senhora de Champlite até 1228, quando a vila foi vendida para Guilherme de Vergy, irmão de Alícia de Vergy, duquesa da Borgonha. Em data desconhecida casou-se com Hugo II de Gante, filho de Sigério III de Gante e sua esposa Beatriz de Houdain.